# کاوودوپیتیا
کاوودوپیتیا (به لاتین: Kavudupitiya) یک منطقهٔ مسکونی در سری‌لانکا است که در استان مرکزی (سری‌لانکا) واقع شده‌است.